# 伊姆蒂亚兹·阿里·泰姬
赛义德·伊姆蒂亚兹·阿里·泰姬（1900–1970年）是一位巴基斯坦乌尔都语剧作家。 1922年，他创作了一部戏剧，该戲劇根据阿娜卡莉的生平改编，該戲劇還并被改编成印度和巴基斯坦的電影，我王莫臥兒就是根據該戲劇改編。 